# 梅尔叙艾
梅尔叙艾（法語：Mersuay，法語發音：[mɛʁsɥɛ]）是法国上索恩省的一个市镇，属于沃苏勒区。

## 地理
梅尔叙艾（47°46'57"N, 6°8'19"E）面积11.75 平方千米，位于法国勃艮第-弗朗什-孔泰大區上索恩省，该省份为法国东部内陆省份，北起顺时针与孚日省、贝尔福地区省、杜省、汝拉省、科多尔省和上马恩省接壤。
与梅尔叙艾接壤的市镇（或旧市镇、城区）包括：布吉尼翁莱孔夫朗、布勒雷莱法韦尔内、朗泰讷河畔孔夫朗、屈布里莱法韦尔内、法韦尔内。

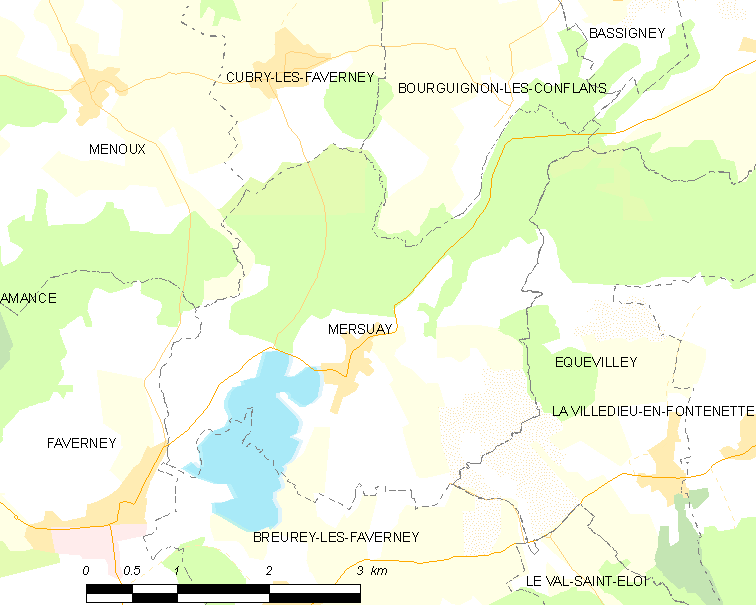
梅尔叙艾的OSM定位图

梅尔叙艾的时区为UTC+01:00、UTC+02:00（夏令时）。

## 行政
梅尔叙艾的邮政编码为70160，INSEE市镇编码为70343。

## 政治
梅尔叙艾所属的省级选区为索恩港县。

## 人口

1962-2008年间梅尔叙艾人口变化图示

梅尔叙艾于2022年1月1日时的人口数量为279人。